# Маламіне
Маламіне — село в Успенському районі Краснодарського краю. Центр Маламінського сільського поселення.
Населення близько двох тисяч осіб.
Село розташоване на лівому березі Кубані, у степовій зоні, за 9 км на схід від районного центру — села Успенське. За 2 км на захід від села розташований аул Кургоковський.
Село засноване в 1901 році.

## Адміністративний поділ
До складу Маламінського сільського поселення крім села Маламіне входять також:
- х. Вольность
- х. Карс
- х. Первокубанський